# Hunter-Gletscher
Der Hunter-Gletscher ist ein etwa 11 km langer Gletscher im ostantarktischen Viktorialand. Er fließt aus dem Zentrum der Lanterman Range in den Bowers Mountains in westlicher Richtung zum Rennick-Gletscher, den er am Mount Lugering erreicht. 
Das Gebiet wurde durch Vermessungen des United States Geological Survey und Luftaufnahmen der United States Navy von 1960 bis 1962 kartografisch erfasst. Das Advisory Committee on Antarctic Names benannte ihn 1970 nach Lieutenant Commander William Gregory Hunter (1921–2003), Stabsoffizier und Leiter der Besetzung der McMurdo Station im Winter 1964.